# Spiekeroog
Spiekeroog is een van de Oost-Friese Waddeneilanden in Duitsland. Het eiland heeft een oppervlakte van 18,25 km² en ligt tussen Langeoog en Wangerooge, waarvan het respectievelijk door de zeegaten Otzumer Balje en Harle is gescheiden. De kortste afstand tot het vasteland bedraagt 5,7 km. Spiekeroog behoort als eenheidsgemeente tot de Landkreis Wittmund.
Het eiland is autovrij en is per veerboot te bereiken vanuit Neuharlingersiel op het Oost-Friese vasteland. Als enige van de zeven Oost-Friese eilanden heeft het geen vliegveld. Spiekeroog is relatief boomrijk en wordt dan ook als die Grüne Insel bestempeld. De oostelijke helft van het eiland wordt in beslag genomen door de Ostplate, waar veel bedreigde vogelsoorten voorkomen.
De Inselkirche van Spiekeroog dateert uit 1696 en is de oudste kerk op de Oost-Friese Waddeneilanden.

## Geografie

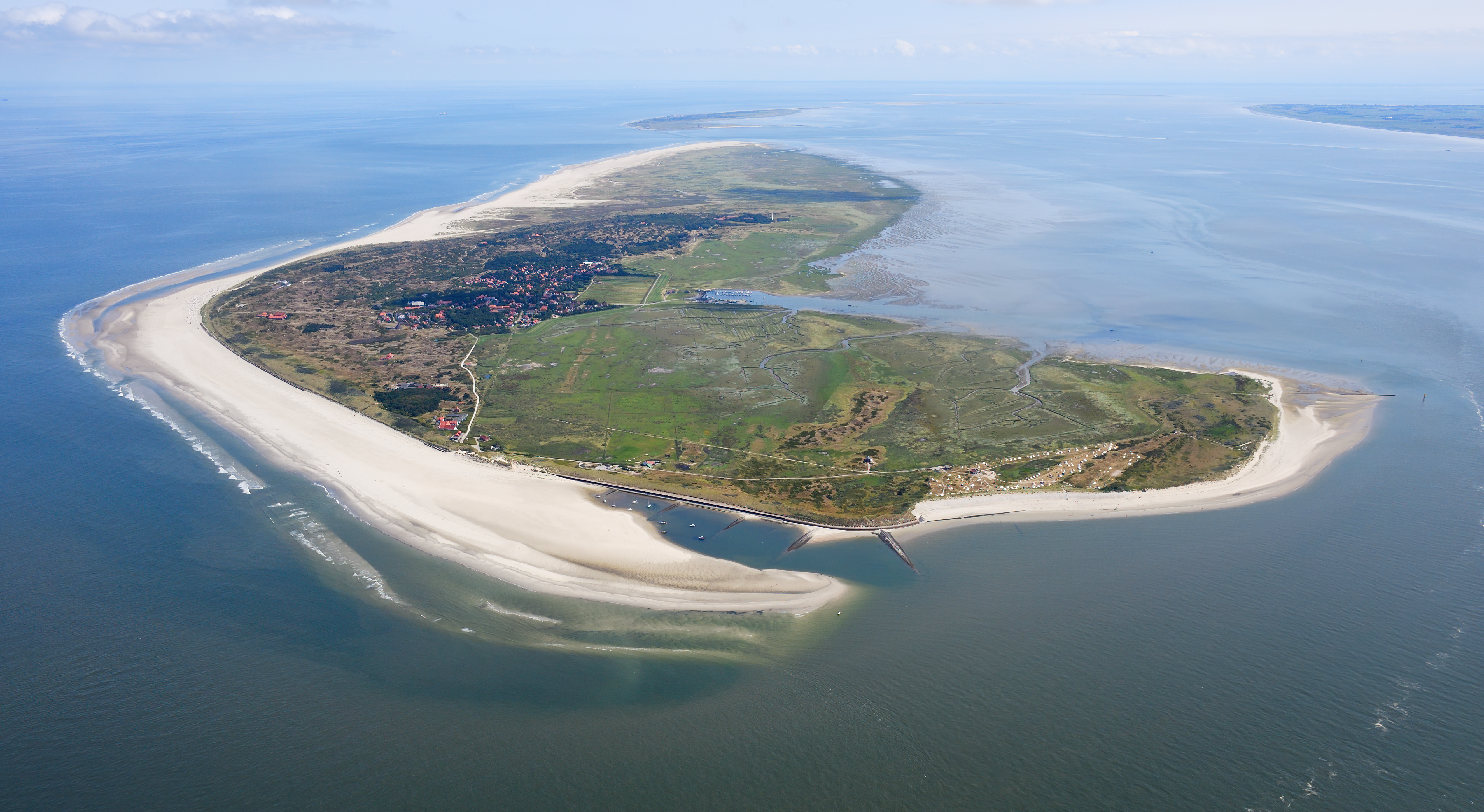
Luchtopname van het eiland Spiekeroog vanuit het westen gezien

Ligging van Spiekeroog binnen de Oost-Friese eilanden

Spiekeroog is een van de Oost-Friese Waddeneilanden en ligt in het 2780 km² grote Nationalpark Niedersächsisches Wattenmeer. Deze eilanden zijn in tegenstelling tot de Noord-Friese Waddeneilanden zo'n 5.000 jaar geleden ontstaan uit door de wind aangewaaide zandbanken. Vanwege de getijdenstromingen alsmede de sterke overheersende westenwinden verplaatsen de eilanden zich voortdurend van noordwest naar zuidoost. Dit heeft ertoe geleid dat praktisch alle dorpen, ooit in het midden van het eiland aangelegd, tegenwoordig aan de westrand van de eilanden te vinden zijn. Pas sinds de kustbescherming aan het begin van de 20e eeuw is deze verplaatsing een halt toegeroepen.
Zo'n 300 jaar geleden was het eiland Spiekeroog nog een stuk kleiner. Door de samensmelting met de eilanden Lütjeoog en Oldeoog alsmede het indijken en droogleggen van de Harlebucht kreeg het eiland zijn huidige grootte en vorm.
Kenmerkend voor Spiekeroog is het in vergelijking met andere Noordzee-eilanden grote boombestand. Deze bossen hebben het eiland de bijnaam grüne Insel gegeven. In overdrachtelijke zin staat grüne Insel ook voor de natuurbescherming in grote delen van Spiekeroog. Vooral de Ostplate met brede zandstranden en beginnende duinvorming zijn daarbij te noemen. Dit zand-accumulatiegebied maakt meer dan de helft van het totale eilandoppervlak uit en is voor vogels een belangrijke pleisterplaats. Onder andere de velduil, blauwe- en bruine kiekendief broeden hier.
Het dorp Spiekeroog bevindt zich op de naar het vasteland gedraaide zuidzijde van het eiland. Tussen het in het noorden en westen van het eiland gelegen strand en het dorp ligt een uitgestrekt duinlandschap.

## Politiek
De gemeenteraad van Spiekeroog bestaat uit acht gekozen raadsleden. De laatste verkiezing voor de raad was in 2011. Alle acht leden werden gekozen op een  eenheidslijst. Partijlidmaatschap speelt op het eiland geen enkele rol. De opkomst van de verkiezingen lag met 71,7% ver boven het gemiddelde van 52,5% in Nedersaksen. Naast de raad wordt de burgemeester gekozen. De laatste verkiezing voor een burgemeester was in 2006. Gekozen werd Bernd Fiegenheim. De burgemeester is ambtshalve lid van de gemeenteraad.

## Afbeeldingen

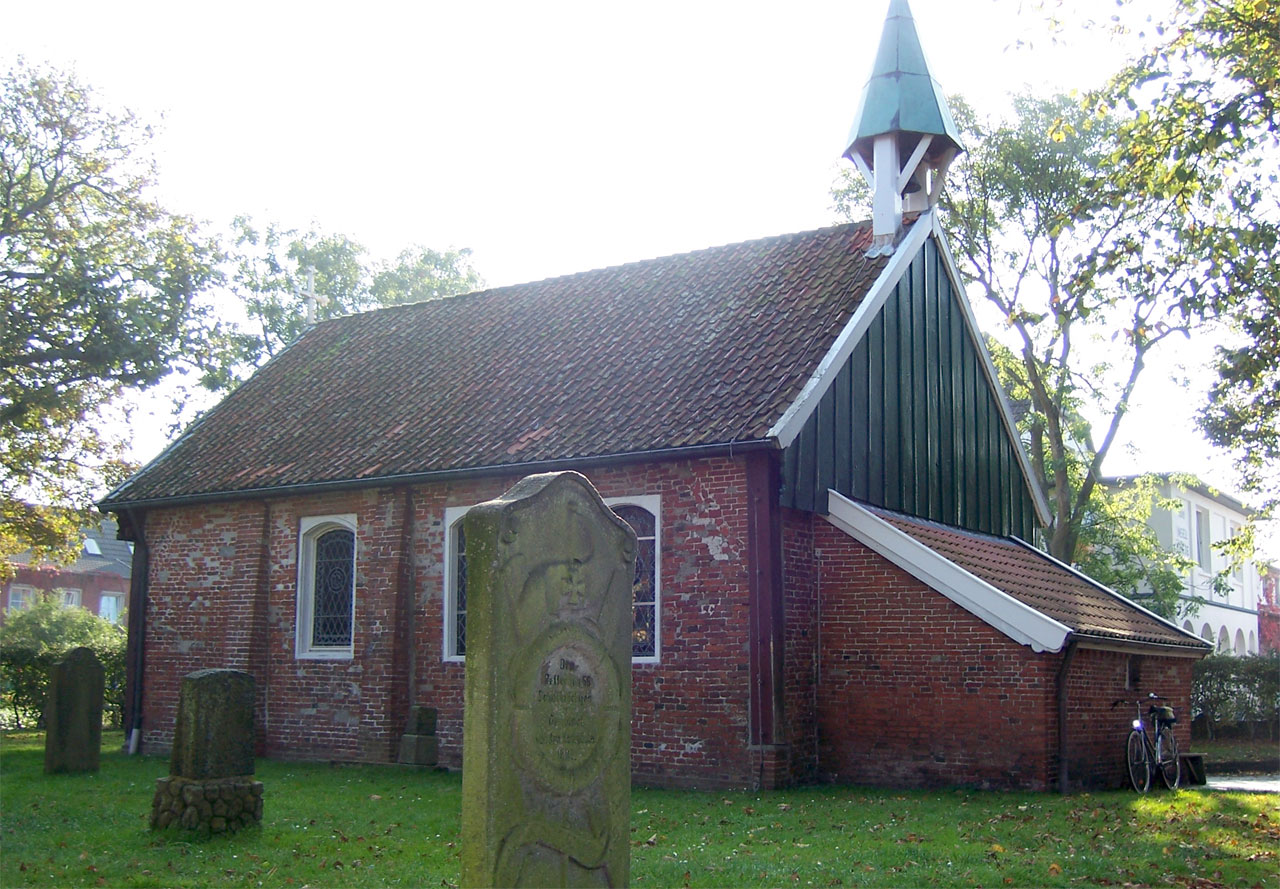
Oude Eilandkerk
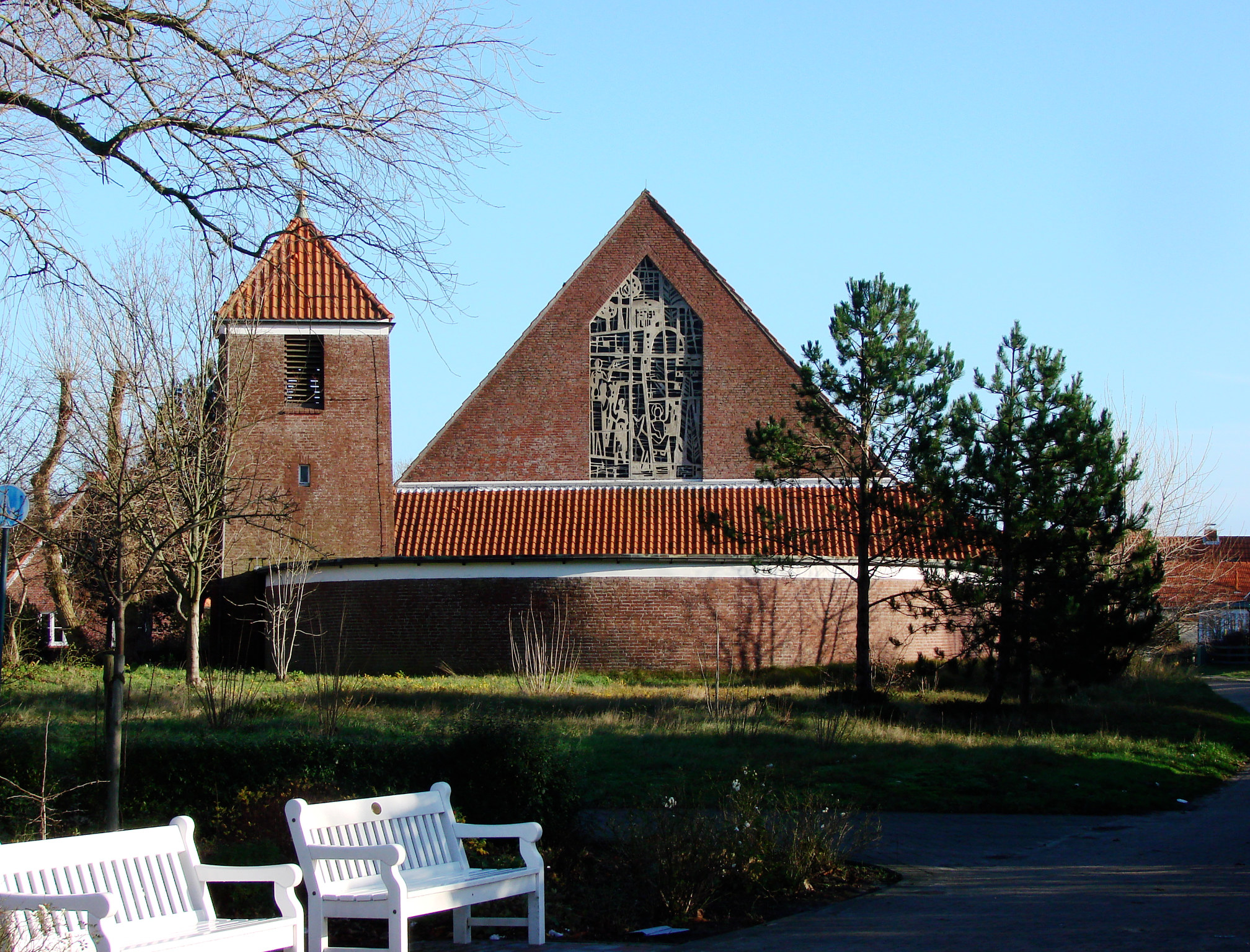
Nieuwe Eilandkerk
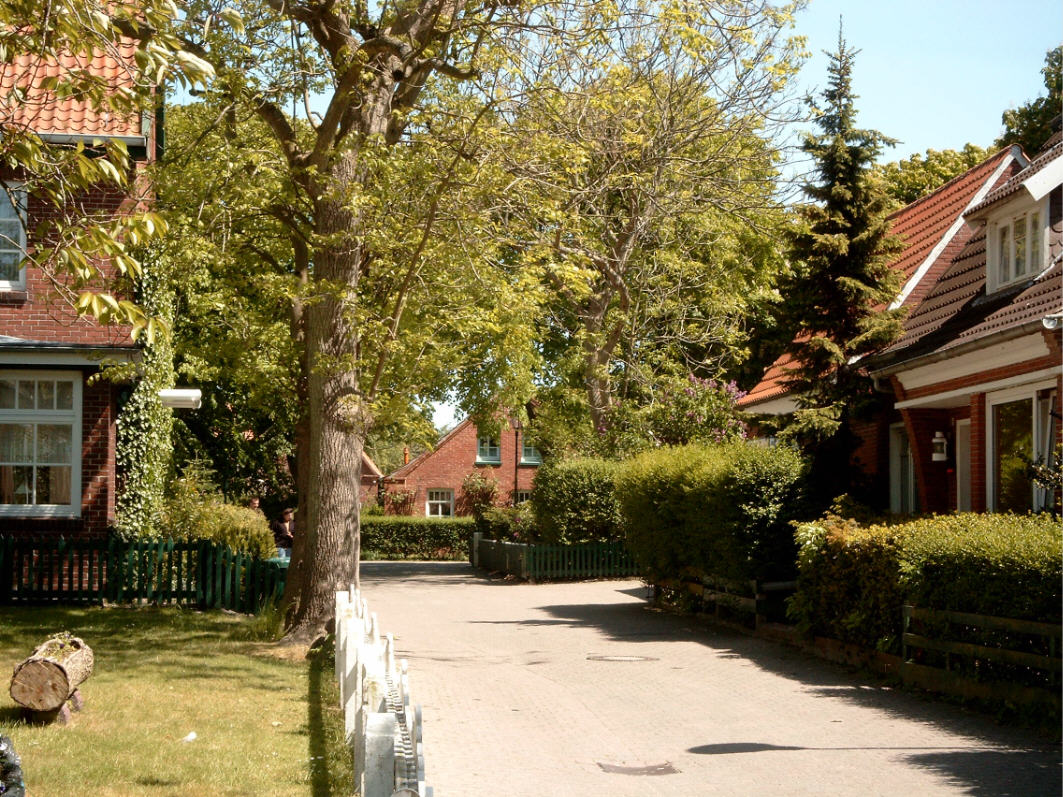
Noorderloog
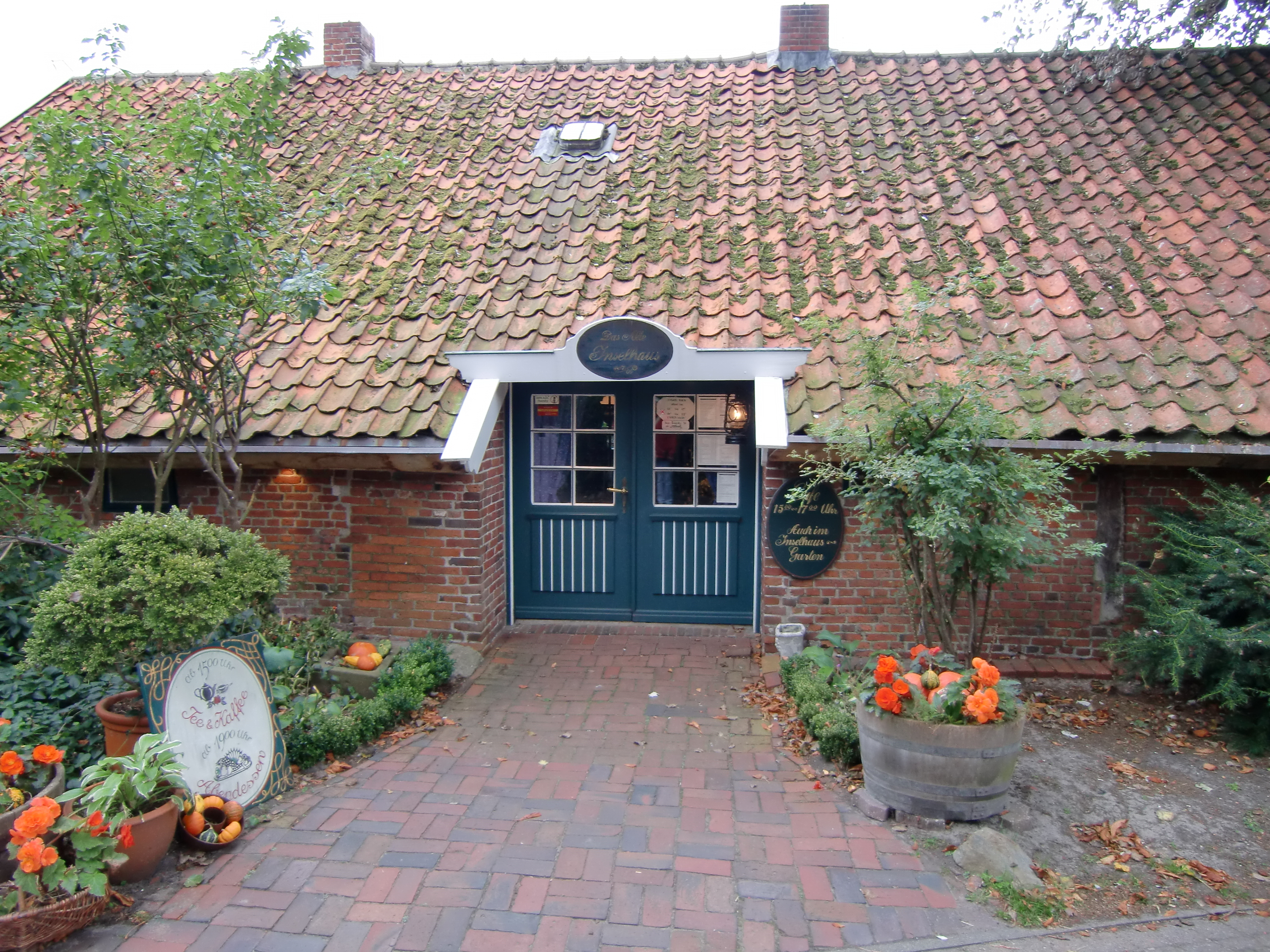
Historisch huis uit het begin van de 18e eeuw
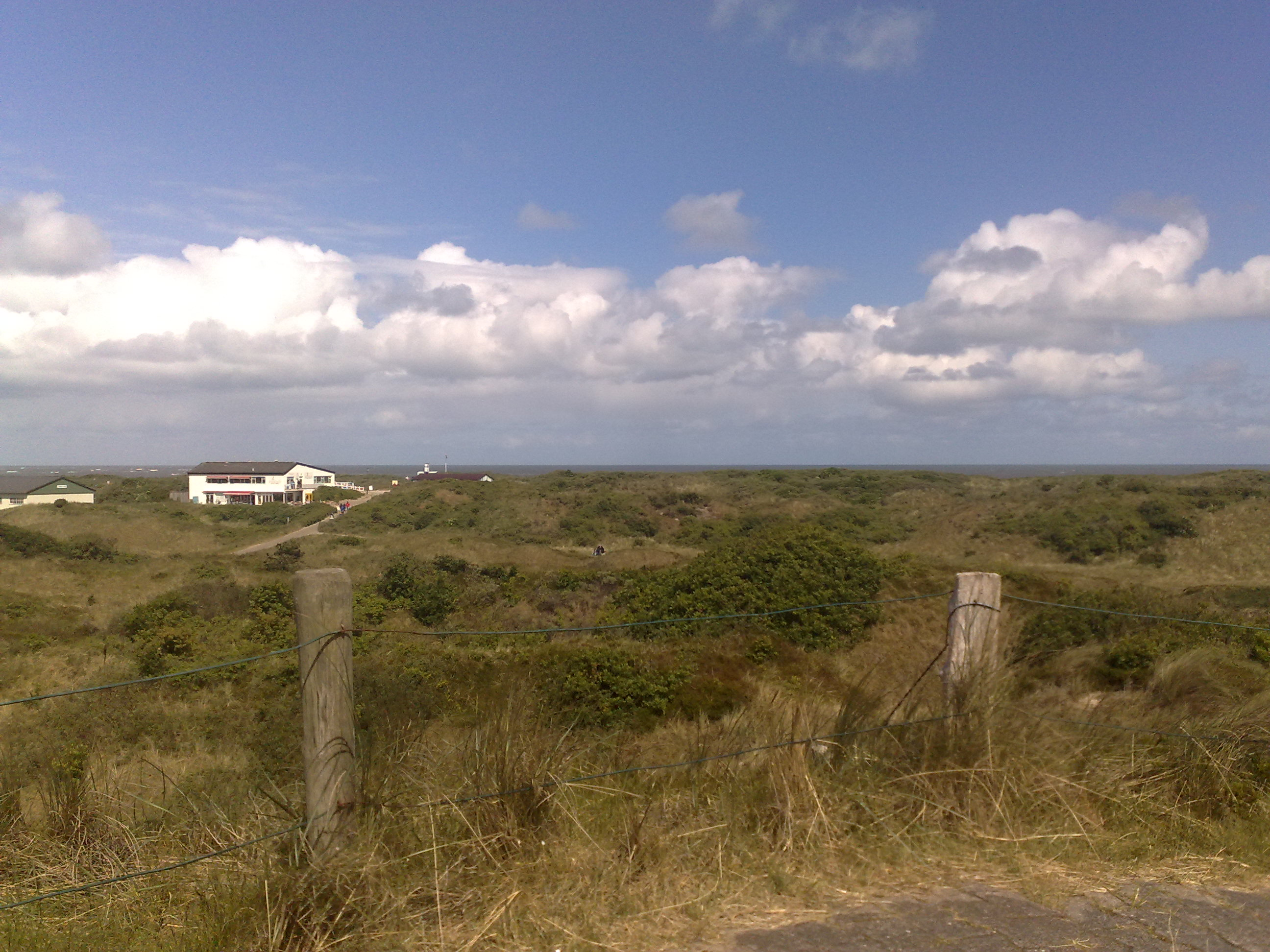
Gezicht op de duinen